# 흔들흔들 DE-O!
〈흔들흔들 DE-O!〉(일본어: ユルユルでDE-O! ユルユルでデーオ[*])는 《크레용 신짱》(짱구는 못말려)의 주인공, 노하라 신노스케(신짱구)(CD 자켓의 표기는 ‘노하라 신노스케’. 성우: 야지마 아키코)의 싱글이다. 2005년 1월 19일에 일본에서 컬럼비아 뮤직 엔터테인먼트에서 발매됐다.

## 개요
《크레용 신짱》의 9번째 오프닝 테마이다. 2004년 10월 22일부터 2009년 10월 16일 방송분까지 사용됐다. 역대 오프닝 테마 중에서는 약 5년이라는 오랜 기간 사용된 곡이다. 노래를 부르는 사람은 당시에는 노하라 신노스케(신짱구) 1명 뿐이였지만, 후에 《크레용 신짱 폭풍을 부르는 노래하는 엉덩이 폭탄!》(짱구는 못말려: 태풍을 부르는 노래하는 엉덩이 폭탄!)의 개봉에 따라서, AKB48의 멤버가 ‘크레용 프렌드’로 등장하며, 그것에 맞춘 가사와 애니메이션으로 제작됐다. 그 후, 2007년 6월 22일 방송분만, 부르는 사람은 바뀌지 않았지만, 가사와 애니메이션은 원래대로 되돌려졌다(음반 《크레용 신짱 TV · 영화 주제가집이라고》에 수록). 2007년 7월 6일 방송분부터는, 이전의 형태로 신노스케 1명의 버전으로 돌아갔다.
오리지널 버전의 애니메이션은 바다 위를 통나무로 표류하고 힜는 신노스케가 노래의 시작과 함께 올라가서 춤추며, 같은 바다 위에서 신노스케 이외의 래릭터가 통나무나 보트를 노로 젓고 있다는 내용이다. 마지막으로 신노스케가 거대한 인어로 변장한 나나코 (이슬이) 누나에게 맞닥뜨려서 곡이 끝난다. 덧붙여서, CD판의 마지막 대사는 “아항”(アハーン)이지만, TV 사이즈에서는 그 후 두번째 대사 “이게 결국 어려워~”(これが結構むずかしー)가 추가된다.
영화의 오프닝으로는 오리지널 버전이 《전설을 부르는 부리부리 딱 3분 뿐인 대진격》(부리부리 3분 대작전) 《전설을 부르는 춤을 춰라, 아미고!》《엄청난 폭풍을 부르는 금창의 용사》(엄청난 태풍을 부르는 금창의 용사) 《포효하라! 카스카베 야생왕국》(포효하라! 떡잎 야생왕국)에서 사용됐다. 또, 위에서 표기한 대로 AKB48와의 듀엣 버전이 《크레용 신짱 폭풍을 부르는 노래하는 엉덩이 폭탄!》에서 사용됐다.
한국어 더빙판에서는 짱구는 못말려 10~14기, 재더빙 7기 오프닝으로〈흔들흔들 에~오〉라는 제목으로 신짱구 목소리를 맡고 있는 박영남이 불렀으며, 코러스는 선호제, 김국진, 소정환, 강호철이 불렀다. 그러나 음원화되지는 않았다.

## 수록곡
1. 흔들흔들 DE-O!(ユルユルでDE-O!)
  - 작사: 무토 유지, 작곡 · 편곡: 나카무라 야스나리, 노래: 노하라 신노스케(성우: 야지마 아키코）
2. 화내고 혼내고 다이어트(怒って・叱って・ダイエット)
  - 작사: 사이토 도리, 작곡: 오가와 신지, 노래: 이노우에 노조미 with Dee Jay dory
3. 흔들흔들 DE-O! (카라오케)
4. 화내고 혼내고 다이어트 (카라오케)